# Incendios y ciclo del carbono en los bosques boreales

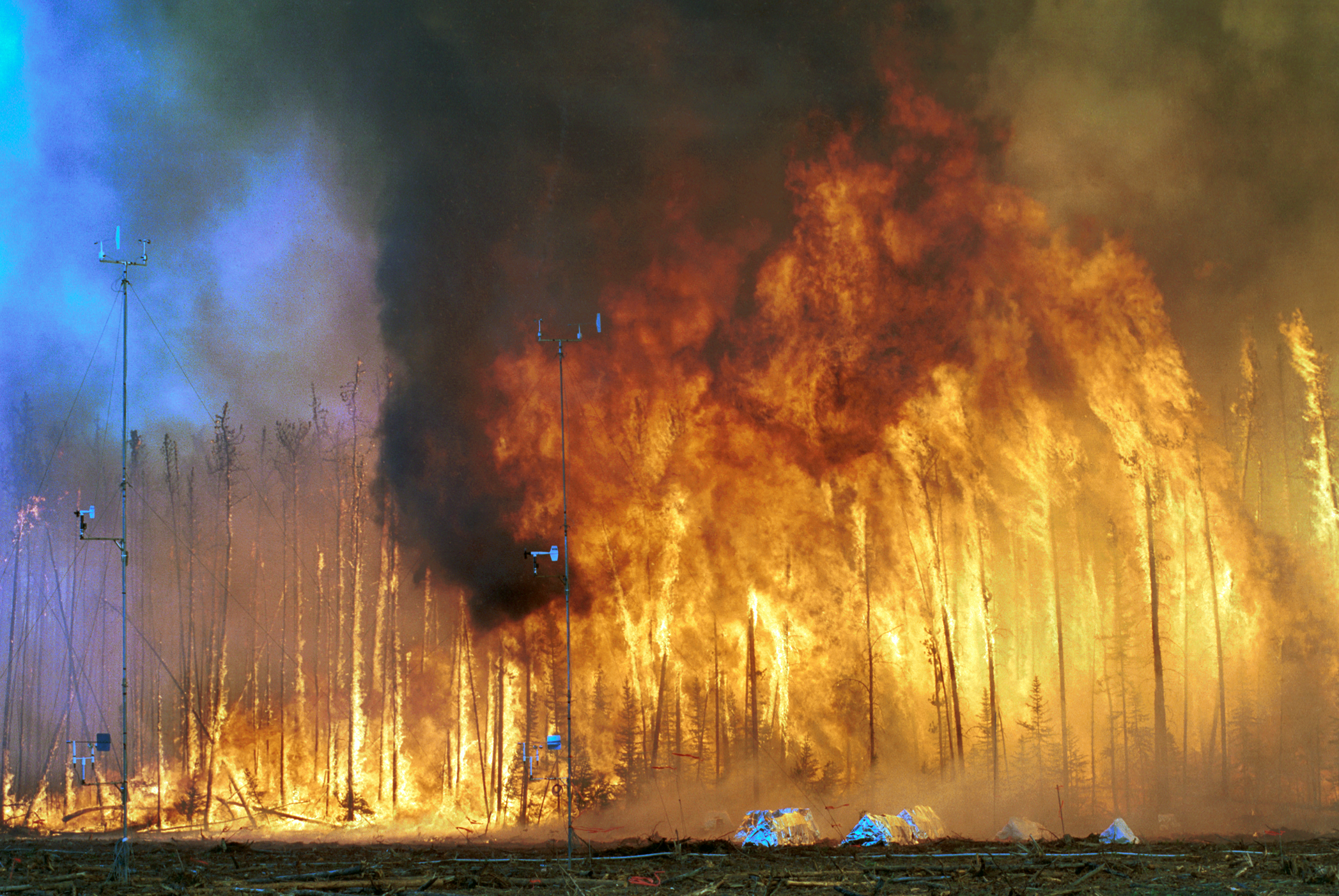
Los incendios de copa de alta intensidad son el régimen de incendios típico en las regiones de bosques boreales.

Los ecosistemas terrestres que se encuentran en las regiones boreales (o taiga ) de América del Norte y Eurasia cubren el 17% de la superficie terrestre de la Tierra y contienen más del 30% de todo el carbono presente en el bioma terrestre.En términos de almacenamiento de carbono, la región boreal consta de tres ecosistemas: bosque boreal, turbera y tundra. Extensas regiones del planeta están contribuyendo significativamente a la liberación de carbono atmosférico debido al aumento de la temperatura y al riesgo creciente de incendios. 
Las latitudes altas del hemisferio norte experimentarán el mayor incremento del calentamiento global como consecuencia del aumento de los gases de efecto invernadero, lo que pondrá en riesgo los sumideros de carbono en estas zonas. Además de la liberación de carbono provocada por el derretimiento del permafrost, los incendios forestales de alta intensidad serán cada vez más frecuentes, contribuyendo a la liberación del carbono almacenado. Esto indica que el bosque boreal y su régimen de incendios están adquiriendo un papel cada vez más relevante en la determinación del presupuesto de carbono.
Los bosques boreales desempeñan un papel económico fundamental, especialmente en países como Rusia y Canadá. La incertidumbre sobre los patrones de incendios futuros, consecuencia del cambio climático, es un factor clave en la planificación de la gestión forestal. Como posible medida para afrontar esta incertidumbre a largo plazo, podría considerarse una reducción en la cuota de tala permitida. 

## El ciclo del carbono en los bosques boreales
Aunque los bosques templados y tropicales en total cubren el doble de tierra que el bosque boreal, éste contiene un 20% más de carbono que los otros dos juntos.  Los bosques boreales son especialmente vulnerables al calentamiento global debido a la retroalimentación entre el hielo, la nieve y el albedo, la cual está fuertemente influenciada por la temperatura de la superficie. En estas regiones, los cambios provocados por los incendios en el albedo y la emisividad infrarroja tienen un impacto más significativo que en los trópicos. 
Los incendios forestales en las regiones boreales son una fuente significativa de gases de efecto invernadero. La gran cantidad de energía liberada por estos incendios puede generar columnas de humo convectivo que penetran en la troposfera e incluso, en algunos casos, atraviesan la tropopausa. Además, las bajas temperaturas características de estas zonas resultan en niveles reducidos de vapor de agua en la atmósfera. Este bajo nivel de vapor de agua combinado con una baja radiación solar da como resultado una producción fotoquímica muy baja del radical OH, que es una sustancia química que controla la vida atmosférica de la mayoría de los gases troposféricos. Por lo tanto, las emisiones de gases de efecto invernadero en los incendios forestales boreales tendrán una vida útil más prolongada sobre el bosque.

### Régimen de incendios
Los regímenes de incendios en los bosques boreales de Canadá y Rusia presentan diferencias significativas. En Rusia, el clima más seco y la alta incidencia de incendios provocados por el ser humano resultan en incendios más frecuentes pero de menor intensidad en comparación con Canadá. Como consecuencia, la mayor parte de las emisiones de carbono derivadas de los incendios forestales se generan en territorio ruso.
Las prácticas forestales en Rusia incluyen el uso de maquinaria pesada y la tala a gran escala, lo que altera la composición del combustible disponible y contribuye a la degradación de ciertas áreas, impidiendo la regeneración del bosque y favoreciendo su conversión en estepas herbáceas. Esto puede reducir los intervalos de retorno del fuego, aumentando la recurrencia de incendios.
Además, las actividades industriales en Rusia agravan los riesgos de incendio, afectando aproximadamente 9 millones de hectáreas. La contaminación radiactiva en unas 7 millones de hectáreas representa un peligro adicional, ya que los incendios pueden redistribuir los radionucleidos, generando impactos ambientales y de salud pública.
En Canadá, la mayoría de los incendios en los bosques boreales son causados por rayos. Como resultado, el país experimenta un menor número de incendios en comparación con Rusia; sin embargo, presenta una mayor incidencia de incendios de copas de alta intensidad. En Canadá, aproximadamente el 57 % de los incendios alcanzan el dosel forestal, mientras que en Rusia esta cifra es significativamente menor, con solo un 6 %.  La rotación natural de incendios en los bosques boreales de Canadá y Alaska dura entre uno y varios siglos.

### Turberas y tundra

Cambios en la temperatura del aire superficial durante los últimos 50 años.

El fuego influye indirectamente en el intercambio de carbono entre la superficie terrestre y la atmósfera, ya que regula los regímenes de suelo y humedad, afectando la sucesión de plantas, la fotosíntesis y los procesos microbianos del suelo. Las regiones boreales desempeñan un papel clave como sumideros globales de carbono: los suelos de los bosques boreales almacenan aproximadamente 200 gigatoneladas de carbono, mientras que las turberas boreales retienen alrededor de 400 gigatoneladas. Las regiones de permafrost más septentrionales contienen 10 355 ± 150 Pg de carbono orgánico del suelo (COS) en los 0-3 m superiores y el 21 % de este carbono se encuentra en el depósito de la capa orgánica del suelo (SOL) que se encuentra en los 30 cm superiores de la capa fundamental. 
La profundidad de la capa de suelo orgánico es un factor clave en el control del permafrost, lo que permite distinguir dos dominios en el bosque boreal: suelos con capas gruesas y suelos con capas delgadas. Un suelo orgánico espeso aísla el subsuelo de las temperaturas cálidas del verano, favoreciendo el desarrollo del permafrost. Aunque este mantiene la humedad del suelo en invierno, durante el verano los horizontes orgánicos superiores se secan. Con el aumento de las temperaturas medias, el permafrost se derrite a un ritmo acelerado, lo que prolonga la temporada de incendios. Cuando el intervalo libre de incendios (FFI) se reduce, la pérdida de la capa orgánica superficial (SOL) puede provocar una transición hacia suelos más delgados, con menor capacidad de almacenamiento de carbono, mayor vulnerabilidad a incendios y un retroceso del permafrost. En los bosques de picea negra, la disminución del FFI puede alterar las trayectorias sucesionales, facilitando la invasión de árboles y arbustos caducifolios, lo que, a su vez, incrementa aún más la vulnerabilidad al fuego. 
Los datos sobre el almacenamiento de carbono en la región del permafrost así como la actividad de incendios en los bosques boreales son limitados, lo que constituye una barrera importante para determinar un presupuesto de carbono preciso. Una evaluación de expertos indica que la región del permafrost se convertirá en una fuente neta de carbono para el año 2100. 
Un incremento de 5 a 10 °C en la temperatura del suelo forestal tras un incendio puede acelerar significativamente la tasa de descomposición durante varios años, lo que convierte temporalmente al suelo en una fuente neta de carbono en lugar de un sumidero a nivel local.  El fuego aumenta las emisiones biogénicas de NO y N2O del suelo.